# هوقل أسود الرأس
هوقل أسود الرأس (الاسم العلمي: Spermophilus atricapillus) (بالإنجليزية: Baja California Rock Squirrel)‏ هو نوع من الحيوانات يتبع جنس الهوقل من فصيلة سنجابية.